# Argyractis lithorma
Argyractis lithorma là một loài bướm đêm trong họ Crambidae.